# Antonio Dalmonte
Pour les articles homonymes, voir Dalmonte.
Antonio Dalmonte (né le 3 avril 1919 à Castrocaro Terme e Terra del Sole en Émilie-Romagne, et mort le 5 septembre 2015) est un footballeur italien, qui évoluait au poste de défenseur.
Durant sa carrière, Dalmonte a joué avec les clubs italiens de l'Associazione Sportiva Dilettantistica Forlimpopoli 1928, du Ravenna Calcio, du Forlì Football Club, de l'AC Cesena, de la Juventus (y jouant son premier match le 19 octobre 1947 lors d'une défaite à domicile 1-0 contre Triestina), de l'Atalanta, de l'Associazione Calcio Reggiana 1919, du Valle d'Aosta Calcio et de l'Associazione Calcio Voghera.